# Стариград (Сењ)
Стариград је насељено мјесто у саставу града Сења у Личко-сењској жупанији, Република Хрватска.

## Географија
Налази се око 30 км јужно од Сења.

## Становништво
Насеље је на попису становништва из 2011. године имало 15 становника.

## Попис1991.
На попису становништва 1991. године, Стариград је имао 29 становника, сљедећег националног састава:
| Попис 1991.‍ | Попис 1991.‍ | Попис 1991.‍ | Попис 1991.‍ | Попис 1991.‍ |
| ----------- | ----------- | ----------- | ----------- | ----------- |
|             |             |             |             |             |
| Хрвати      | Хрвати      |             | 28          | 96,55%      |
| остали      | остали      |             | 1           | 3,45%       |
| укупно: 29  |             |             |             |             |